# Błażkowa (przystanek kolejowy)
Błażkowa – przystanek kolejowy, dawniej stacja kolejowa w Błażkowej na linii kolejowej nr 299, w województwie dolnośląskim, w Polsce.
Wg stanu na wrzesień 2023 roku połączenia (6 par dziennie) obsługuje GW Train Regio na zlecenie spółki Koleje Dolnośląskie. W pociągach obowiązuje taryfa KD.
Od 13 grudnia 2020 przystanek na żądanie. 

## Ruch pasażerski
| Rok  | Wymiana pasażerska na dobę |
| ---- | -------------------------- |
| 2017 | –                          |
| 2022 | 10-19                      |